# Língua nisga'a

Nisga’a (também Nass, Nisgha, Nisg̱a’a, Nishka, Niska, Nishga, Nisqa’a) é uma língua Tsimshiânica  do povo Nisga'a do noroeste da Colúmbia Britânica, Canadá. A etnia, porém, rejeita o termo Tshimshianic porque esse daria precedência ao povo Tsimshiano. A língua é muito relacionada á língua gitxsan. Há linguistas que entendem que Nisga’a e Gitksan sejam dialetos da língua e Nass–Gitksan. As duas, quando tratadas como línguas diferentes, o são para respeitar a separação política de seus falantes.

## História e uso
O missionário anglicano James Benjamin McCullagh conduziu muitos trabalhos linguísticos iniciais em Nisga'a, preparando traduções de partes da Bíblia e do ”Book of Common Prayer” publicado em 1890, bem como uma cartilha Nisga'a publicada em 1897. Todos esses foram publicados pela “Sociedade para a promoção do conhecimento cristão (SPCK)” e incluíam algumas partes das Sagradas Escritura.
Como quase todas as outras línguas das Primeiras Nações da Colúmbia Britânica, o Nisga'a é uma língua ameaçadad e extinção. Até à data do censo de 2006, havia cerca de 1.000 falantes dentre população étnica total de umas 6.000 pessoas.

## iPhone
Um app para iPhone na língua foi lançado em janeiro de 2012. Um dicionário online, mais um “phrasebook” e um portal de ensino do idioma estão disponíveis em “First Voices”.

## Escrita
A língua nisga'a usa o alfabeto latino numa forma sem as letras F, Q, R, V. Usam-se as formas Ł, c', k', kw', p', m', n, p', t', tl' w', y

## Fonologia

### Consoantes
|             |             | Labial | Alveolar | Alveolar    | Postalveolar | Palatal | Velar | Velar   | Uvular | Glotal |
| Central     | Lateral     | Labial | plain    | Arredondada | Postalveolar | Palatal |       |         | Uvular | Glotal |
| ----------- | ----------- | ------ | -------- | ----------- | ------------ | ------- | ----- | ------- | ------ | ------ |
| Nasal       | Nasal       | m [m]  | n [n]    |             |              |         |       |         |        |        |
| Plosiva     | tênue       | p [p]  | t [t]    |             |              |         | k [k] | qu [kʷ] | g̱ [q]  | ʻ [ʔ]  |
| Plosiva     | forte       | b [b]  | d [d]    |             |              |         | g [ɡ] |         |        |        |
| Africada    | Africada    |        | z [dz]   |             | ż [dʒ]       |         |       |         |        |        |
| Fricativa   | tênue       |        | s [s]    | ʻl [ɬ]      | š [ʃ]        | ḱ [ç]   | ḵ [x] |         |        | h [h]  |
| Fricativa   | forte       |        |          |             |              |         | ģ [ɣ] |         |        |        |
| Aproximante | Aproximante |        |          | l [l]       |              | y [j]   |       | w [w]   |        |        |